# Port lotniczy Tôlanaro
Port lotniczy Tôlanaro (IATA: FTU, ICAO: FMSD) – port lotniczy położony w Tôlanaro, na Madagaskarze. Jest obsługiwany przez linie Air Madagascar.

## Linie lotnicze i połączenia
| Linia Lotnicza | Kierunek                              |
| -------------- | ------------------------------------- |
| Air Madagascar | 1. Antananarywa 2. Reunion 3. Toliara |
| Tsaradia       | 1. Antananarywa                       |